# Dipartimento di Florentino Ameghino
Florentino Ameghino è un dipartimento argentino, situato nella parte orientale della provincia del Chubut, con capoluogo Camarones.

## Geografia fisica
Esso confina a nord con il dipartimento di Gaiman, a est e sud-est con l'oceano Atlantico, a sud-ovest con il dipartimento di Escalante e ad ovest con quello di Mártires.
Il dipartimento fa parte delle comarche di Virch-Valdes (la parte centro-settentrionale) e del Río Senguer-golfo San Jorge (la parte meridionale).

## Società

### Evoluzione demografica
Secondo il censimento del 2010, su un territorio di 16.088 km², la popolazione ammontava a 1.627 abitanti, con un aumento demografico del 9,6% rispetto al censimento del 2001.
Abitanti censiti

## Amministrazione
Il dipartimento comprende solo il comune di seconda categoria di Camarones.